# 하드 밥
하드 밥(Hard bop)은 비밥에서 파생된 모던 재즈 중 하나이다. 미국 동해안에서 1950년대 중반을 정점으로 1960년대까지 유행했다.

## 개요
비바프에는 아직까지 잼 세션적인 복잡한 요소들이 몇 개 남아 있었다. 예컨대 연주의 최초와 최후에 나타나는 트럼펫과 색소폰에 의한 유니즌 테마의 연출 등은 매우 예스럽다. 1950년대에 이르러 다음 대를 잇는 젊은 흑인들이 나타나서 보다 작품적으로 매력이 있는 모던 재즈를 연주하기 시작했다. 바프의 바른 발전이라는 뜻을 포함하여 하드 바프라고 한다.